# Drepanosticta misoolensis
Drepanosticta misoolensis – gatunek ważki z rodziny Platystictidae. Gatunek w 2018 roku został wpisany na czerwoną listę Gatunków Zagrożonych IUCN, z oznaczeniem: 'niewystarczające dane populacyjne'. Rejon występowania to: Indonezja.